# Băneasa, Constanța
Băneasa este satul de reședință al comunei cu același nume din județul Constanța, Dobrogea, România.
Populația este de 3.321 locuitori, determinată în 31 octombrie 2011, prin recensământ, pe criteriul de populație stabilă[*].